# Bourgneuf, Charente-Maritime
Bourgneuf är en kommun i departementet Charente-Maritime i regionen Nouvelle-Aquitaine i västra Frankrike. Kommunen ligger  i kantonen La Jarrie som ligger i arrondissementet La Rochelle. År 2022 hade Bourgneuf 1 441 invånare.

## Befolkningsutveckling
Antalet invånare i kommunen Bourgneuf
Referens:INSEE